# Parapode

Schéma d'une coupe transversale d'un polychète. On peut observer un parapode sur la droite.

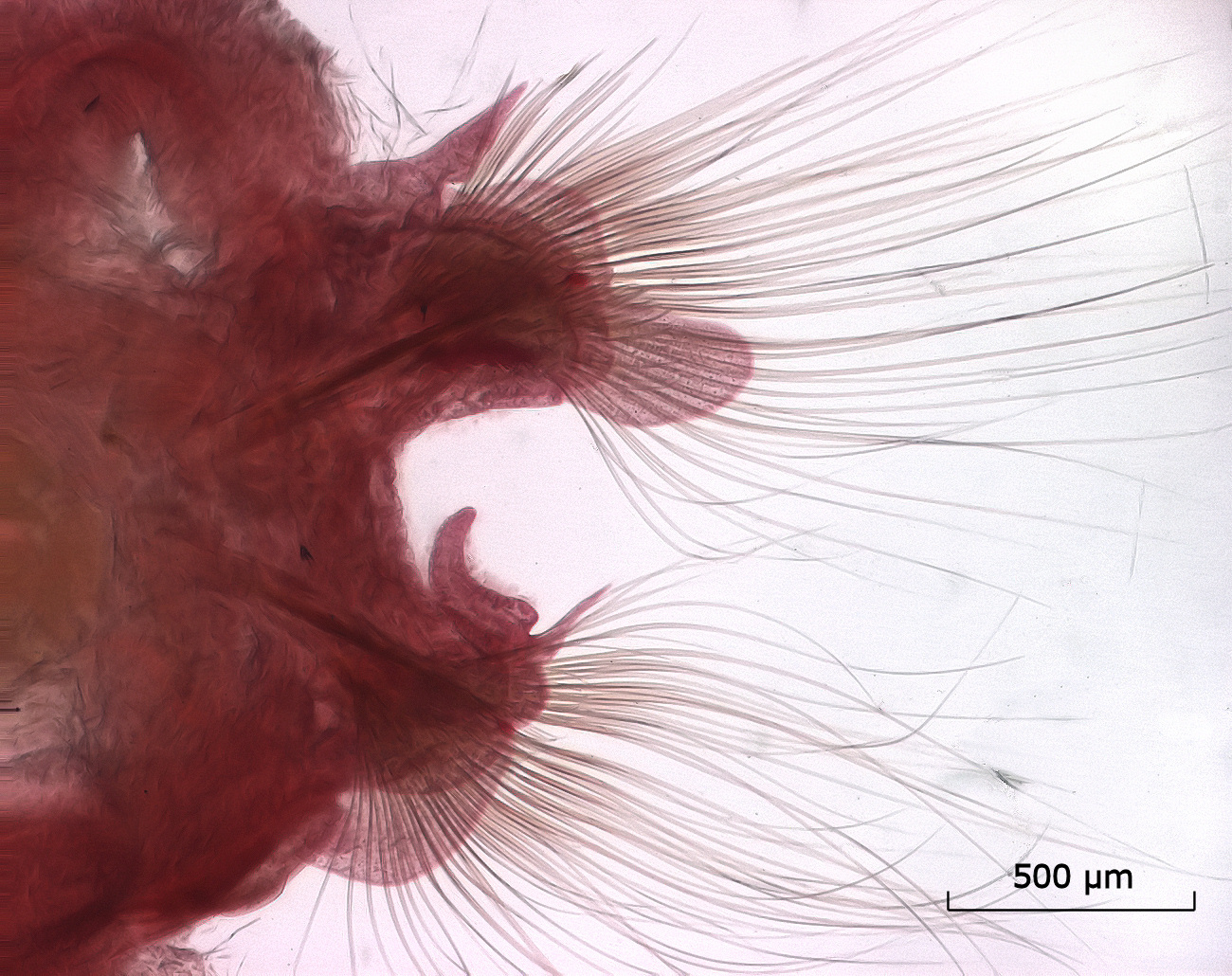
Parapodes (de Nephtys longosetosa capturés en Mer du Nord, dans les eaux de Belgique), avec soies et spicules bien visibles

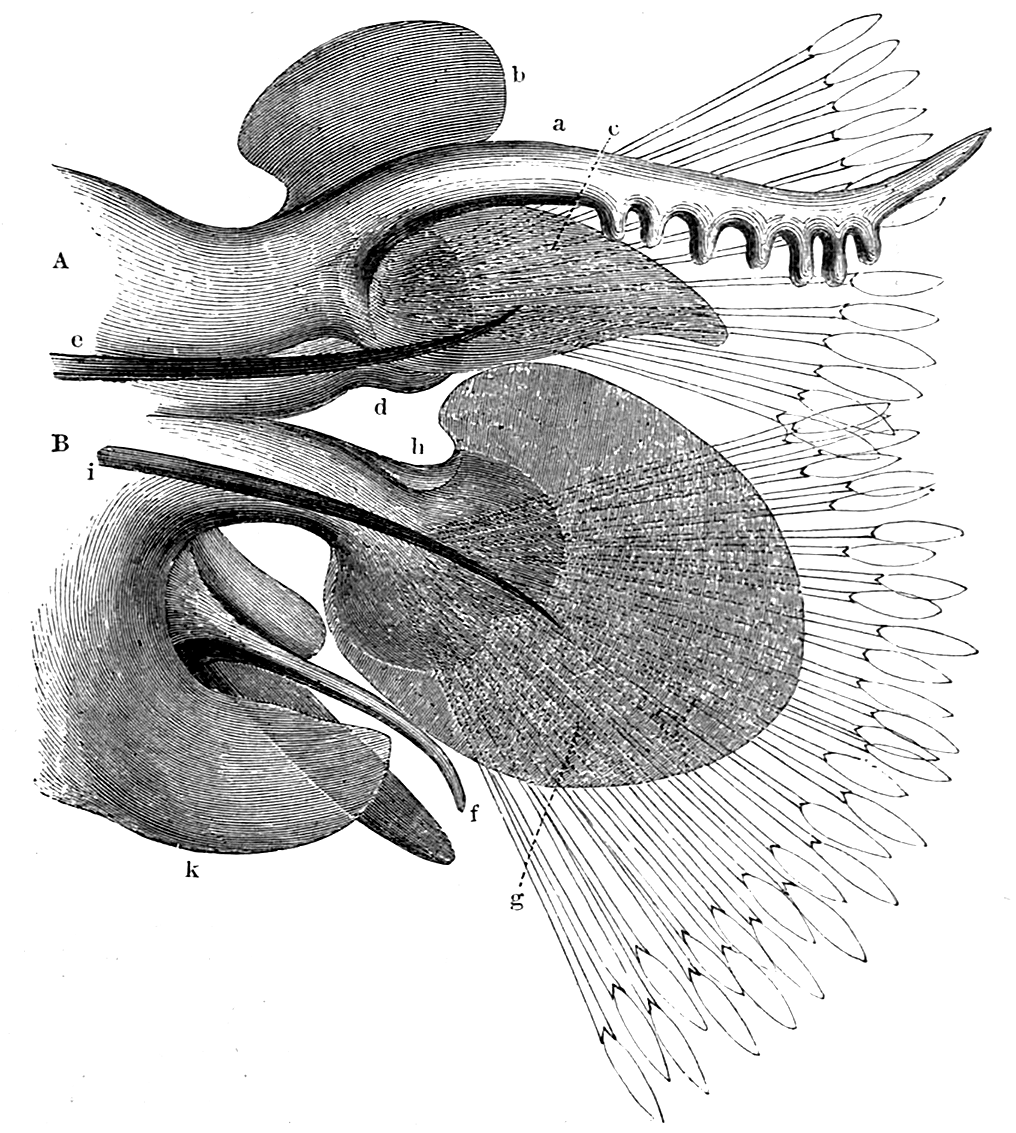
Autre exemple de parapodes avec formes et structures complexes (utiles pour l'identification de l'espèce)

Les parapodes (de para = « à côté » et podos = « pied ») sont des structures propres à la classe des polychètes (Annélides) : chaque segment (métamère) du corps de l'animal en possède une paire, en position bilatérale.

## Anatomie fonctionnelle
Chaque parapode est un appendice non articulé. Il se divise en : 
- une rame dorsale, appelée notopode,
- une rame ventrale, appelée neuropode (neuropode car les annélides sont tous hyponeuriens : le système nerveux est ventral).

### Les «rames»
Chacune des « rames » est soutenue par un acicule qui renforce la rame et joue un rôle dans la motricité.
Chacune des rames porte :
- un cirre (un dorsal et un ventral),
- un mamelon sétigère sur lequel s'insère une ou plusieurs touffes de soies mobiles. 
Les mamelons sétigères sont cernés par des languettes parapodiales (deux sur le notopode, une seule sur le neuropode).

## Fonctions
Ils ont un rôle dans la locomotion, le creusement des galeries et leur aération, ainsi que dans la respiration et comme organe des sens.
Leurs formes peuvent être très diverses suivant les espèces, ce qui en fait un des principaux éléments d'identification de l'espèce.